# Tudo ao Contrário - A Cena em Prol da Vida
Tudo ao Contrário - A Cena em Prol da Vida é uma peça do teatro musical brasileiro. Teve apresentação única em 6 de abril de 2016 no Teatro Carlos Gomes (Rio de Janeiro).  Com duração de 120 minutos, o musical apresenta os homens interpretando canções femininas, e vice-versa, conforme o título.

## Produção
No roteiro do musical estão presentes alguns dos mais importantes musicais brasileiros e americanos como: A Ópera do Malandro, O Despertar da Primavera, Um Violinista no Telhado, Wicked, Chicago, West side Story, Gota D´água, A Gaiola das Loucas, Company, dentre outros. O musical teve mais de 50 artistas na produção que foi planejada para arrecadar dinheiro para uma fundação que cuida de crianças portadoras do vírus HIV, a Sociedade Viva Cazuza. Foi inspirado pelo evento anual Broadway Backwards e autorizado pela Broadway Cares/Equity Fights AIDS, ONG estadunidense responsável pelo evento beneficente em Nova Iorque.

## Elenco
- Ícaro Silva
- Marcelo Ferrari
- Evelyn Castro
- Victor Maia
- Gabriel Querino
- Tiago Abravanel
- Tacy de Campos
- Kacau Gomes
- Lucinha Lins
- Eline Porto
- Claudia Netto
- Soraya Ravenle
- Pablo Áscoli
- Renan Mattos
- Emílio Dantas
- Jullie
- Hugo Bonemer
- Amanda Acosta
- Julianne Trevissol
- Lilian Valeska
- Susana Ribeiro
- Claudio Lins
- Matheus Souza[5]